# Pic impérial
Campephilus imperialis
Espèce
Statut de conservation UICN

 CR D : 
En danger critique
Statut CITES
Le Pic impérial (Campephilus imperialis) est une espèce d'oiseaux proche du Pic à bec ivoire, dont l’aire de répartition est localisée à l’Ouest du Mexique, dans la Sierra Madre occidentale.
Le Pic impérial est le plus grand pic du monde, avec une longueur de 50 à 60 cm (48 à 53 pour le Pic à bec ivoire). Cette espèce de pics est en danger critique d'extinction, et même probablement éteinte, n'ayant pas été vue avec certitude depuis 1956.